# Dobhar-chú
El Dobhar-chú (pronunciación irlandesa: [ˈd̪ˠunɾˠxuː]) es una criatura del folclore irlandés y un críptido. Dobhar-chú se traduce como "sabueso de agua". Se parece a un perro y una nutria aunque a veces es descrito como mitad perro mitad pez. Vive en el agua y su pelaje tiene propiedades protectoras.
Muchos avistamientos han sido documentados a través de los años. El más reciente en 2003 por el artista irlandés Sean Corcoran y su esposa que avistaron al  Dobhar-Chú en la Isla Omey en Connemara, Condado Galway. Su descripción de la criatura fue que era una gran criatura oscura que hizo un chillido espantoso, podía nadar rápido y tenía aletas naranjas en vez de patas.
Una lápida, encontrada en un cementerio en Conwall en Glenade, Leitrim describe al Dobhar-chú y está relacionado con un cuento de un ataque de una mujer local por la criatura. La lápida se afirma es de la mujer asesinada por el Dobhar-chú en el siglo XVII. Su nombre se dice era Gráinne. Su marido al parecer la oyó gritando cuando lavaba la ropa en loch Glenade, Leitrim y acudió en su ayuda. Cuándo llegó al lugar, ella ya estaba muerta con el Dobhar-chú sobre su cuerpo sangriento y mutilado. El hombre mató al Dobhar-chú, acuchillando en el corazón. Mientras moría,  emitía un silbido que hizo que otro saliera del agua. Persiguió al hombre pero, después de larga y sangrienta batalla, éste también lo mató.
Se debe tomar en cuenta que dobharchú es una palabra irlandesa moderna para 'nutria'. La palabra irlandesa moderna para agua es 'uisce' a pesar de que 'dobhar' es también (raramente) utilizada. 'Dobhar' es una forma aún más antigua y se pueden encontrar cognados en otras lenguas celtas (p. ej. en galés, 'dwr', agua). 'Cú' es 'sabueso' en irlandés (ver, por ejemplo, 'Cúchulainn', el sabueso de Culainn).El Dobhar-chú es también conocido como el "dobarcu", y es anglificado como "doyarchu" y "dhuragoo".

## Referencs
1. ↑  Supposedly Mythical Creature Written by Dr Karl Shuker
2. ↑  Irish Times Article Archivado el 18 de octubre de 2012 en Wayback Machine. Written by Lorna Siggins, October 12, 2009
3. ↑  Eye Witness Account by Sean Corcoran,